# Мосесе Раулуни
Мосесе Раулуни (енгл. Mosese Rauluni; 26. јун 1975) бивши је фиџијански рагбиста. Родио се на Фиџију, али је одрастао у Бризбејну. Играо је за репрезентацију Аустралије до 19 година. За сениорску репрезентацију Фиџија је дебитовао 1. новембра 1996. Био је део селекције Фиџија на 3 светска првенства (1999, 2003, 2007). Провео је 6 година у енглеском премијерлигашу Сарасенсима, за које је постигао 7 есеја у 99 утакмица. Због повреде престао је да игра рагби 2010, а онда је почео да ради као тренер. Играо је и за рагби седам репрезентацију Фиџија. Његов млађи брат Џејкоб је такође рагбиста.